# Сезон ФК «Мілан» 2016—2017
Сезон ФК «Мілан» 2016—2017 — 120-ий сезон в історії та 83-ий сезон футбольного клубу «Мілан» в італійській Серії А.

## Хронологія сезону

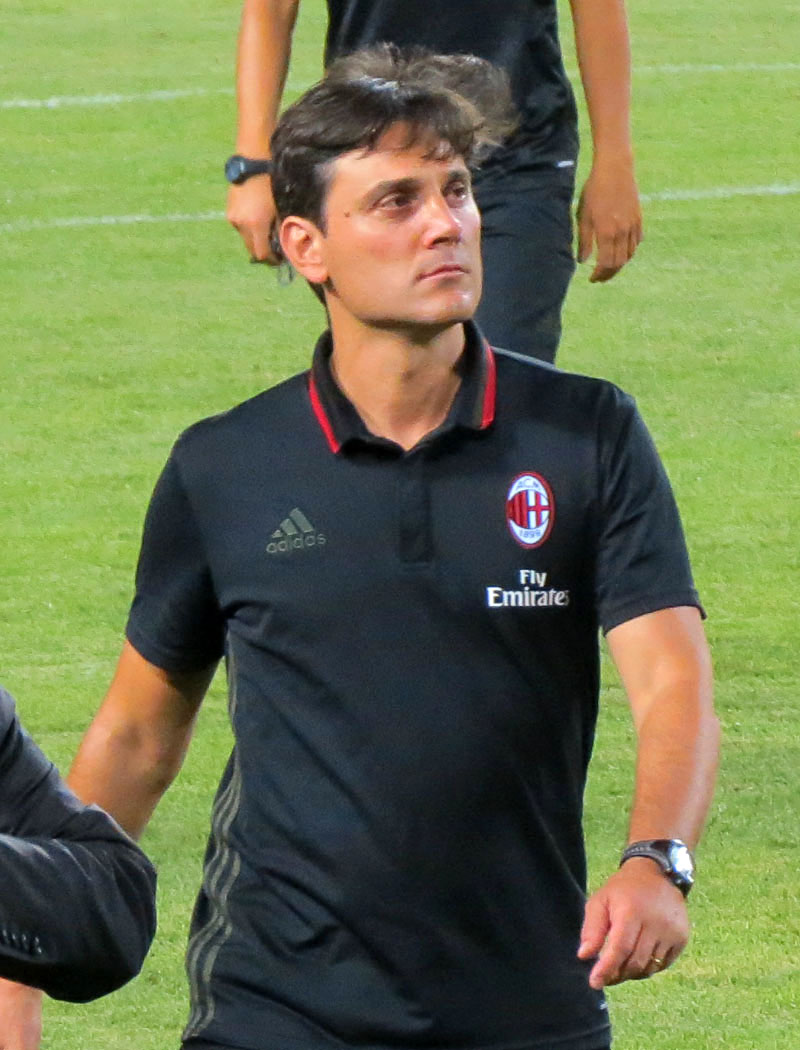
Вінченцо Монтелла

Керівництво клубу визнало роботу Крістіана Броккі незадовільною та призначило Вінченцо Монтеллу, який був відомий своєю роботою у «Фіорентіні», новим головним тренером. Багаторічний воротар команди Крістіан Абб'яті завершив кар'єру. Досвідчені захисники Філіпп Мексес та Алекс також завершили кар'єру. Після слабкого сезону команду залишив Жеремі Менез. Стефан Ель-Шаараві перейшов у «Рому» за €13 млн. Влітку клуб отримав незначне підсилення у кожну лінію. Прийшли: Густаво Гомес, Хосе Соса та Джанлука Лападула. Маріо Пашалич та Матіас Фернандес прийшли на правах оренди.
Після стартової перемоги над «Торіно» (3:2), зазнали невдачі з «Наполі» (2:4) та «Удінезе» (0:1). У наступних шести матчах вдалося здобути п'ять перемог («Сампдорія» (1:0), «Лаціо» (2:0), «Сассуоло» (4:3), «К'єво» (3:1) та «Ювентусу» (1:0)) та зіграти в нульову нічию із «Фіорентіною» (0:0). Цей результат дозволив клубу піднятися на третє місце. До кінця календарного року здобули ще чотири перемоги («Пескара» (1:0), «Палермо» (2:1), «Емполі» (2:1) та «Кротоне» (2:1)), двічі зіграли внічию («Інтернаціонале» (2:2) та «Аталанта» (0:0)) та двічі поступилися («Дженоа» (0:3) та «Рома» (0:1)). Весь цей час команда трималася на третьому місці, але в останньому турі перед перервою зіграла внічию та опустилися на п'яте місце. Останнім матчем року був Суперкубок Італії, куди команда кваліфікувалася як фіналіст попереднього Кубка Італії. Суперником команди став «Ювентус». Виявити переможця в ігровий час командам не вдалося, він закінчився з рахунком 1:1. У серії пенальті з рахунком 4:3 перемогли «россонері». Цей виграний титул став першим для клубу з 2011 року, коли вони також виграли Суперкубок.
Взимку на правах оренди прийшов Жерар Деулофеу та Лукас Окампос, а Луїс Адріану покинув команду.
Після перемоги над «Кальярі» (1:0) та нічиєї з «Торіно» (0:0), зазнали серії із трьох поспіль поразок («Наполі» (1:2) та «Удінезе» (1:2) «Сампдорія» (0:1)). Паралельно клуб вилетів у чвертьфіналі Кубка Італії від «Ювентуса» (0:1). Потім команді вдалося покращити результати. «Мілан» здобув шість перемог («Болонья» (1:0), «Фіорентіна» (2:1), «Сассуоло» (1:0), «К'єво» (3:1), «Дженоа» (1:0) та «Палермо» (4:0)), зіграв внічию з «Лаціо» (1:1) та «Пескарою» (1:1) та програв «Ювентусу» (1:2). Кінець сезону виявився провальним. У семи матчах «россонері» здобули перемогу над «Болоньєю» (3:0), тричі зіграли внічию («Інтернаціонале» (2:2), «Кротоне» (1:1), «Аталанта» (1:1)), та тричі програли («Емполі» (1:2), «Рома» (0:4), «Кальярі» (1:2)). Незважаючи на фінішну невдачу клубу вдалося посісти шосте місце та кваліфікуватися у Лігу Європи.
Пералельно з виступами команди, президент клубу Сільвіо Берлусконі, який займав цю посаду з 1986 року, проводив перемовини про продаж клубу. Причиною продажу стали особисті та фінансові проблеми політика. Угода продажу була закрита 13 квітня, а новим власником став китайський бізнесмен Лі Юнхун. Сума угоди склала близько €740 млн, з яких €220 млн мали бути використані для погашення боргів клубу.

## Склад команди
| #            | Гравець               | Позиція      | Дата народження (вік)            | Початок контракту | Кінець контракту | Попередній клуб | Ціна трансферу | Примітки | Матчі    | Голи     |
| Воротарі     | Воротарі              | Воротарі     | Воротарі                         | Воротарі          | Воротарі         | Воротарі        | Воротарі       | Воротарі | Воротарі | Воротарі |
| ------------ | --------------------- | ------------ | -------------------------------- | ----------------- | ---------------- | --------------- | -------------- | -------- | -------- | -------- |
| 30           | Марко Сторарі         | ВР           | 7 січня 1977 (вік 40 років)      | 2017              | 2017             | Емполі          | Безкоштовно    |          | 13       | -17      |
| 35           | Алессандро Пліццарі   | ВР           | 12 березня 2000 (вік 17 років)   | 2016              | 2018             | Мілан Прімавера | Безкоштовно    | Академія | 0        | 0        |
| 99           | Джанлуїджі Доннарумма | ВР           | 25 лютого 1999 (вік 18 років)    | 2015              | 2018             | Мілан Прімавера | Безкоштовно    | Академія | 72       | -79      |
| Захисники    |                       |              |                                  |                   |                  |                 |                |          |          |          |
| 2            | Маттіа Де Шильйо      | ПЗ / ЛЗ / ЦП | 20 жовтня 1992 (вік 24 роки)     | 2011              | 2018             | Мілан Прімавера | Безкоштовно    | Академія | 133      | 0        |
| 13           | Алессіо Романьйолі    | ЦЗ / ЛЗ      | 12 січня 1995 (вік 22 роки)      | 2015              | 2020             | Рома            | €25,000,000    |          | 69       | 2        |
| 15           | Густаво Гомес         | ЦЗ           | 6 травня 1993 (вік 24 роки)      | 2016              | 2021             | Ланус           | €8,500,000     |          | 19       | 0        |
| 17           | Крістіан Сапата       | ЦЗ / ПЗ      | 30 вересня 1986 (вік 30 років)   | 2012              | 2019             | Вільярреал      | €6,000,000     |          | 108      | 4        |
| 20           | Іньяціо Абате         | ПЗ / ЦЗ      | 12 листопада 1986 (вік 30 років) | 2009              | 2019             | Торіно          | €2,800,000     | Академія | 255      | 2        |
| 21           | Леонель Ванджіоні     | ЛЗ           | 5 травня 1987 (вік 30 років)     | 2016              | 2019             | Рівер Плейт     | Безкоштовно    |          | 15       | 0        |
| 29           | Габріель Палетта      | ЦЗ           | 15 лютого 1986 (вік 31 рік)      | 2015              | 2018             | Парма           | €880,000       |          | 46       | 2        |
| 31           | Лука Антонеллі        | ЛЗ           | 11 лютого 1987 (вік 30 років)    | 2015              | 2019             | Дженоа          | €4,500,000     | Академія | 56       | 4        |
| 96           | Давіде Калабрія       | ПЗ / ЛЗ / ЦП | 6 грудня 1996 (вік 20 років)     | 2015              | 2020             | Мілан Прімавера | Безкоштовно    | Академія | 22       | 0        |
| Півзахисники |                       |              |                                  |                   |                  |                 |                |          |          |          |
| 5            | Джакомо Бонавентура   | ЦП / ЛВ      | 22 серпня 1989 (вік 27 років)    | 2014              | 2020             | Аталанта        | €7,000,000     |          | 95       | 19       |
| 14           | Матіас Фернандес      | ЦП           | 15 травня 1986 (вік 31 рік)      | 2016              | 2017             | Фіорентіна      | Не оголошено   | Оренда   | 13       | 1        |
| 16           | Андреа Полі           | ЦП           | 29 вересня 1989 (вік 27 років)   | 2013              | 2018             | Сампдорія       | €9,700,000     |          | 109      | 3        |
| 18           | Ріккардо Монтоліво    | ОП / ЦП      | 18 січня 1985 (вік 32 роки)      | 2012              | 2019             | Фіорентіна      | Безкоштовно    |          | 131      | 7        |
| 23           | Хосе Соса             | ЦП           | 19 червня 1985 (вік 31 рік)      | 2016              | 2018             | Бешикташ        | €7,500,000     |          | 19       | 0        |
| 33           | Юрай Куцка            | ЦП           | 26 лютого 1987 (вік 30 років)    | 2015              | 2019             | Дженоа          | 3,000,000      |          | 67       | 5        |
| 73           | Мануель Локателлі     | ОП / ЦП      | 8 січня 1998 (вік 19 років)      | 2016              | 2020             | Мілан Прімавера | Безкоштовно    | Академія | 30       | 2        |
| 80           | Маріо Пашалич         | ЦП           | 9 лютого 1995 (вік 22 роки)      | 2016              | 2017             | Челсі           | €200,000       | Оренда   | 27       | 5        |
| 91           | Андреа Бертолаччі     | ЦП           | 11 січня 1991 (вік 26 років)     | 2015              | 2019             | Рома            | €20,000,000    |          | 48       | 2        |
| Нападники    |                       |              |                                  |                   |                  |                 |                |          |          |          |
| 7            | Жерар Деулофеу        | ПВ / ЛВ      | 13 березня 1994 (вік 23 роки)    | 2017              | 2017             | Евертон         | €750,000       | Оренда   | 18       | 4        |
| 8            | Сусо                  | ПВ / ВН      | 19 листопада 1993 (вік 23 роки)  | 2015              | 2019             | Ліверпуль       | €1,300,000     |          | 45       | 7        |
| 9            | Джанлука Лападула     | ЦН           | 7 лютого 1990 (вік 27 років)     | 2016              | 2021             | Пескара         | €9,000,000     |          | 29       | 8        |
| 10           | Кейсуке Хонда         | ПВ           | 13 червня 1986 (вік 30 років)    | 2014              | 2017             | ЦСКА            | Безкоштовно    |          | 92       | 11       |
| 11           | Лукас Окампос         | ЛВ           | 11 липня 1994 (вік 22 роки)      | 2017              | 2017             | Марсель         | Не оголошено   | Оренда   | 12       | 0        |
| 63           | Патрік Кутроне        | ЦН / ПВ      | 3 січня 1998 (вік 19 років)      | 2017              | 2018             | Мілан Прімавера | Безкоштовно    | Академія | 1        | 0        |
| 70           | Карлос Бакка          | ЦН           | 8 вересня 1986 (вік 30 років)    | 2015              | 2019             | Севілья         | €30,000,000    |          | 77       | 34       |

## Трансфери

### Літнє трансферне вікно

#### Прийшли
| Дата                            | Поз.                 | #                    | Гравець              | Попередній клуб      | Ціна                 | Примітки                               | Джерела              |
| Повноцінні трансфери            | Повноцінні трансфери | Повноцінні трансфери | Повноцінні трансфери | Повноцінні трансфери | Повноцінні трансфери | Повноцінні трансфери                   | Повноцінні трансфери |
| ------------------------------- | -------------------- | -------------------- | -------------------- | -------------------- | -------------------- | -------------------------------------- | -------------------- |
| 24 червня 2016                  | НП                   | 9                    | Джанлука Лападула    | Пескара              | €9,000,000           |                                        | [ 7 ] [ 8 ]          |
| 1 липня 2016                    | ЗХ                   | 21                   | Леонель Ванджіоні    | Рівер Плейт          | Безкоштовно          |                                        | [ 9 ]                |
| 18 липня 2016                   | ВР                   |                      | Алессандро Пліццарі  | Мілан Прімавера      | Безкоштовно          | Повноцінний контракт з першою командою | [ 10 ]               |
| 5 серпня 2016                   | ЗХ                   | 15                   | Густаво Гомес        | Ланус                | €8,500,000           |                                        | [ 11 ]               |
| 17 серпня 2016                  | ПЗ                   | 23                   | Хосе Соса            | Бешикташ             | €7,500,000           |                                        | [ 12 ]               |
| Гравці, що прийшли в оренду     |                      |                      |                      |                      |                      |                                        |                      |
| 27 серпня 2016                  | ПЗ                   | 80                   | Маріо Пашалич        | Челсі                | €200,000             |                                        | [ 13 ]               |
| 31 серпня 2016                  | ПЗ                   | 14                   | Маріо Пашалич        | Фіорентіна           | €800,000             | Оренда з правом викупу                 | [ 14 ]               |
| Гравці, що повернулися з оренди |                      |                      |                      |                      |                      |                                        |                      |
| 1 липня 2016                    | ВР                   |                      | Габріел              | Наполі               | Безкоштовно          |                                        |                      |
| 5 серпня 2016                   | ЗХ                   |                      | Джорджіо Альтаре     | Віртус Бергамо       | Безкоштовно          | Повернувся до складу Мілан Прімавери   |                      |
| 5 серпня 2016                   | ЗХ                   | 29                   | Габріель Палетта     | Аталанта             | Безкоштовно          |                                        |                      |
| 1 липня 2016                    | НП                   | 8                    | Сусо                 | Дженоа               | Безкоштовно          |                                        |                      |

#### Пішли
| Дата                              | Поз.                 | #                    | Гравець               | Наступний клуб         | Ціна                 | Примітки                              | Джерела              |
| Повноцінні трансфери              | Повноцінні трансфери | Повноцінні трансфери | Повноцінні трансфери  | Повноцінні трансфери   | Повноцінні трансфери | Повноцінні трансфери                  | Повноцінні трансфери |
| --------------------------------- | -------------------- | -------------------- | --------------------- | ---------------------- | -------------------- | ------------------------------------- | -------------------- |
| 22 травня 2016                    | ВР                   | 32                   | Крістіан Абб'яті      | Завершив кар'єру       | Завершив кар'єру     | Завершив кар'єру                      | [ 15 ]               |
| 21 червня 2016                    | НП                   | 92                   | Стефан Ель-Шаараві    | Рома                   | €13,000,000          | Викуп після попередньої оренди        | [ 16 ]               |
| 1 липня 2016                      | ЗХ                   | 5                    | Філіпп Мексес         | Завершив кар'єру       | Завершив кар'єру     | Завершив кар'єру                      |                      |
| 1 липня 2016                      | ЗХ                   | 33                   | Алекс                 | Завершив кар'єру       | Завершив кар'єру     | Завершив кар'єру                      |                      |
| 1 липня 2016                      | ПЗ                   | 72                   | Кевін-Прінс Боатенг   | Лас-Пальмас            | Безкоштовно          | Вільний агент                         | [ 16 ]               |
| 1 липня 2016                      | НП                   | 9                    | Фернандо Торрес       | Атлетіко               | Безкоштовно          | Вільний агент                         | [ 17 ]               |
| 1 липня 2016                      | ЗХ                   |                      | Гвідо Турано          | Фералпісало            | Не оголошено         | Перехід зі складу Мілан Прімавери     | [ 18 ]               |
| 1 липня 2016                      | ВР                   |                      | Франческо Канчеллі    | Гроссето               | Не оголошено         | Перехід зі складу Мілан Прімавери     | [ 19 ]               |
| 1 липня 2016                      | ЗХ                   |                      | Франческо Борді       | Сієна                  | Безкоштовно          | Перехід зі складу Мілан Прімавери     | [ 20 ]               |
| 6 липня 2016                      | ВР                   |                      | Лука Кроста           | Кальярі                | Не оголошено         | Перехід зі складу Мілан Прімавери     | [ 21 ]               |
| 7 липня 2016                      | ПЗ                   |                      | Себастьян Гамарра     | Фералпісало            | Не оголошено         | Перехід зі складу Мілан Прімавери     | [ 22 ]               |
| 7 липня 2016                      | НП                   |                      | Андреа Вассалло       | Болонья                | Безкоштовно          | Перехід зі складу Мілан Прімавери     | [ 23 ]               |
| 8 липня 2016                      | ПЗ                   |                      | Сімоне Верді          | Болонья                | €1,500,000           | Після повернення з попередньої оренди | [ 24 ]               |
| 13 липня 2016                     | ЗХ                   |                      | Крістіан Мальдіні     | Реджана                | Безкоштовно          | Перехід зі складу Мілан Прімавери     | [ 25 ]               |
| 15 липня 2016                     | НП                   |                      | Джанмаріо Комі        | Карпі                  | Не оголошено         | Після повернення з попередньої оренди | [ 26 ]               |
| 15 липня 2016                     | ЗХ                   |                      | Джорджо П'ячентіні    | Комо                   | Не оголошено         | Перехід зі складу Мілан Прімавери     | [ 27 ]               |
| 18 липня 2016                     | ЗХ                   |                      | Клаудіо Бонанні       | Варезе                 | Не оголошено         | Перехід зі складу Мілан Прімавери     | [ 28 ]               |
| 18 липня 2016                     | ВР                   |                      | Мікаель Агацці        | Чезена                 | Не оголошено         | Після повернення з попередньої оренди | [ 29 ]               |
| 18 липня 2016                     | НП                   |                      | Маттео Кінеллато      | Комо                   | Безкоштовно          | Після повернення з попередньої оренди | [ 30 ]               |
| 31 липня 2016                     | НП                   | 7                    | Жеремі Менез          | Бордо                  | Безкоштовно          |                                       | [ 31 ]               |
| 3 серпня 2016                     | ПЗ                   |                      | Алессандро Масталлі   | Юве Стабія             | Не оголошено         |                                       | [ 32 ]               |
| 4 серпня 2016                     | ЗХ                   |                      | Андреа Мальберті      | Новара                 | Не оголошено         | Перехід зі складу Мілан Прімавери     | [ 33 ]               |
| 16 серпня 2016                    | ВР                   |                      | Алессандро Лівьері    | Фералпісало            | Не оголошено         | Перехід зі складу Мілан Прімавери     | [ 34 ]               |
| 16 серпня 2016                    | НП                   |                      | Алессандро Матрі      | Сассуоло               | Безкоштовно          | Після повернення з попередньої оренди | [ 35 ]               |
| 18 серпня 2016                    | ЗХ                   |                      | Давіде Мондоніко      | Альбінолеффе           | Не оголошено         | Перехід зі складу Мілан Прімавери     | [ 36 ]               |
| 2 вересня 2016                    | НП                   |                      | Андреа Казірагі       | Аурора Про Патрія 1919 | Безкоштовно          | Перехід зі складу Мілан Прімавери     | [ 37 ]               |
| 18 вересня 2016                   | ПЗ                   |                      | Фавор Аніекан         | Без клубу              | Безкоштовно          | Після повернення з попередньої оренди |                      |
| Гравці, що пішли в оренду         |                      |                      |                       |                        |                      |                                       |                      |
| 7 липня 2016                      | ЗХ                   |                      | Стефан Сімич          | Рояль Ексель Мускрон   | Безкоштовно          |                                       | [ 38 ]               |
| 13 липня 2016                     | ЗХ                   |                      | Джан Філіппо Фелічолі | Асколі                 | Безкоштовно          |                                       | [ 39 ]               |
| 14 липня 2016                     | НП                   |                      | Хашим Мастур          | Зволле                 | Безкоштовно          | Після повернення з попередньої оренди | [ 40 ]               |
| 15 липня 2016                     | ПЗ                   |                      | Матео Пессіна         | Комо                   | Безкоштовно          | Після повернення з попередньої оренди | [ 41 ]               |
| 15 липня 2016                     | ПЗ                   |                      | Андрей Модич          | Брешія                 | Безкоштовно          | Після повернення з попередньої оренди | [ 42 ]               |
| 15 липня 2016                     | НП                   |                      | Джанмарко Дзігоні     | СПАЛ                   | Безкоштовно          | Продовження оренди                    | [ 43 ]               |
| 18 липня 2016                     | ПЗ                   |                      | Джованні Крочата      | Брешія                 | Безкоштовно          | Оренда з правом викупу                | [ 44 ]               |
| 18 липня 2016                     | НП                   |                      | Давіде Ді Мольфетта   | Прато                  | Безкоштовно          | Після повернення з попередньої оренди | [ 45 ]               |
| 10 серпня 2016                    | ПЗ                   |                      | Амет Ло               | Реджина                | Безкоштовно          | Перехід зі складу Мілан Прімавери     | [ 46 ] [ 47 ]        |
| 10 серпня 2016                    | НП                   |                      | Андреа Б'янкімано     | Реджина                | Безкоштовно          | Перехід зі складу Мілан Прімавери     | [ 46 ]               |
| 22 серпня 2016                    | ЗХ                   |                      | Іван Де Сантіс        | Катанія                | Безкоштовно          | Перехід зі складу Мілан Прімавери     | [ 48 ]               |
| 25 серпня 2016                    | НП                   |                      | Джакомо Беретта       | Віртус Ентелла         | Безкоштовно          | Після повернення з попередньої оренди | [ 49 ]               |
| 30 серпня 2016                    | ПЗ                   |                      | Хосе Маурі            | Емполі                 | Безкоштовно          |                                       | [ 50 ]               |
| 31 серпня 2016                    | ЗХ                   |                      | Джерсон Вергара       | Арсенал (Тула)         | Безкоштовно          | Після повернення з попередньої оренди | [ 51 ]               |
| 31 серпня 2016                    | ВР                   | 1                    | Дієго Лопес           | Еспаньйол              | Безкоштовно          |                                       | [ 52 ]               |
| 7 вересня 2016                    | ПЗ                   |                      | Хуан Маурі            | Паганезе               | Безкоштовно          | Після повернення з попередньої оренди | [ 53 ]               |
| Гравці, у яких завершилася оренда |                      |                      |                       |                        |                      |                                       |                      |
| 1 липня 2016                      | НП                   | 45                   | Маріо Балотеллі       | Ліверпуль              | Безкоштовно          |                                       |                      |

### Зимове трансферне вікно

#### Прийшли
| Дата                            | Поз.                 | #                    | Гравець              | Попередній клуб      | Ціна                 | Примітки                               | Джерела              |
| Повноцінні трансфери            | Повноцінні трансфери | Повноцінні трансфери | Повноцінні трансфери | Повноцінні трансфери | Повноцінні трансфери | Повноцінні трансфери                   | Повноцінні трансфери |
| ------------------------------- | -------------------- | -------------------- | -------------------- | -------------------- | -------------------- | -------------------------------------- | -------------------- |
| 17 січня 2017                   | ВР                   | 30                   | Марко Сторарі        | Кальярі              | Безкоштовно          |                                        | [ 54 ]               |
| 17 січня 2017                   | НП                   | 63                   | Патрік Кутроне       | Мілан Прімавера      | Безкоштовно          | Повноцінний контракт з першою командою | [ 55 ]               |
| 1 лютого 2017                   | ПЗ                   |                      | Маттіа Ель Хілалі    | Мілан Прімавера      | Безкоштовно          | Повноцінний контракт з першою командою | [ 56 ]               |
| Гравці, що прийшли в оренду     |                      |                      |                      |                      |                      |                                        |                      |
| 23 січня 2017                   | НП                   | 7                    | Жерар Деулофеу       | Евертон              | €750,000             | Оренда з правом викупу                 | [ 57 ] [ 58 ]        |
| 30 січня 2017                   | НП                   | 11                   | Лукас Окампос        | Марсель              | Не оголошено         |                                        | [ 59 ]               |
| Гравці, що повернулися з оренди |                      |                      |                      |                      |                      |                                        |                      |
| 1 січня 2017                    | НП                   |                      | Ннамді Одуамаді      | ГІК                  | Безкоштовно          |                                        | [ 60 ]               |

#### Пішли
| Дата                      | Поз.                 | #                    | Гравець              | Наступний клуб       | Ціна                 | Примітки                              | Джерела              |
| Повноцінні трансфери      | Повноцінні трансфери | Повноцінні трансфери | Повноцінні трансфери | Повноцінні трансфери | Повноцінні трансфери | Повноцінні трансфери                  | Повноцінні трансфери |
| ------------------------- | -------------------- | -------------------- | -------------------- | -------------------- | -------------------- | ------------------------------------- | -------------------- |
| 26 січня 2017             | НП                   | 7                    | Луїс Адріану         | Спартак              | Не оголошено         |                                       | [ 61 ]               |
| Гравці, що пішли в оренду |                      |                      |                      |                      |                      |                                       |                      |
| 10 січня 2017             | ВР                   |                      | Габріел              | Кальярі              | Безкоштовно          |                                       | [ 62 ]               |
| 18 січня 2017             | НП                   |                      | Джакомо Беретта      | Карпі                | Безкоштовно          | Після повернення з попередньої оренди | [ 63 ]               |
| 26 січня 2017             | НП                   | 11                   | Мбай Ньянг           | Вотфорд              | €500,000             | Оренда з правом викупу                | [ 64 ]               |
| 27 січня 2017             | ЗХ                   |                      | Іван Де Сантіс       | Паганезе             | Безкоштовно          | Після повернення з попередньої оренди | [ 65 ]               |
| 30 січня 2017             | НП                   |                      | Лука Відо            | Читтаделла           | Безкоштовно          | Оренда з правом викупу                | [ 66 ]               |
| 30 січня 2017             | ЗХ                   |                      | Родріго Елі          | Депортіво Алавес     | Безкоштовно          |                                       | [ 67 ]               |

## Форма та спонсори
У новому сезоні технічним партнером команди залишилася компанія Adidas, а генеральним спонсором — авіаперевізник Fly Emirates.
4 грудня 2016 року, в матчі проти «Кротоне», на домашній формі був герб бразильського футбольного клубу «Шапекоенсе» та підпис "Força Chape". Ця акція була проведена з метою вшанування пам'яті жертв авіакатастрофи, в якій загинули футболісти цього клубу.
У 37-му турі чемпіонату, в домашньому матчі проти «Болоньї», «Мілан» зіграв у новій формі, розробленій на наступний сезон.
| Домашня | Виїзна | Запасна |

| Воротарська домашня      | Воротарська виїзна           | Воротарська запасна |
| Домашня · (у 37-му турі) | Воротарська · (у 37-му турі) |                     |

## Сезон

### Серія А

#### Турнірна таблиця
| Поз | Команда        | І  | В  | Н | П  | ГЗ | ГП | РГ  | О  | Кваліфікація або пониження                    |
| --- | -------------- | -- | -- | - | -- | -- | -- | --- | -- | --------------------------------------------- |
| 1   | Ювентус        | 38 | 29 | 4 | 5  | 77 | 27 | +50 | 91 | Груповий етап Ліги чемпіонів УЄФА             |
| 2   | Рома           | 38 | 28 | 3 | 7  | 90 | 38 | +52 | 87 | Груповий етап Ліги чемпіонів УЄФА             |
| 3   | Наполі         | 38 | 26 | 8 | 4  | 94 | 39 | +55 | 86 | Груповий етап Ліги чемпіонів УЄФА             |
| 4   | Аталанта       | 38 | 21 | 9 | 8  | 62 | 41 | +21 | 72 | Груповий етап Ліги Європи УЄФА                |
| 5   | Лаціо          | 38 | 21 | 7 | 10 | 74 | 51 | +23 | 70 | Груповий етап Ліги Європи УЄФА                |
| 6   | Мілан          | 38 | 18 | 9 | 11 | 57 | 45 | +12 | 63 | Третій кваліфікаційний раунд Ліги Європи УЄФА |
| 7   | Інтернаціонале | 38 | 19 | 5 | 14 | 72 | 49 | +23 | 62 |                                               |

#### Статистика матчів
| Загалом | Загалом | Загалом | Загалом | Загалом | Загалом | Загалом | Загалом | Вдома | Вдома | Вдома | Вдома | Вдома | Вдома | На виїзді | На виїзді | На виїзді | На виїзді | На виїзді | На виїзді |
| І       | В       | Н       | П       | ГЗ      | ГП      | РГ      | О       | В     | Н     | П     | ГЗ    | ГП    | РГ    | В         | Н         | П         | ГЗ        | ГП        | РГ        |
| ------- | ------- | ------- | ------- | ------- | ------- | ------- | ------- | ----- | ----- | ----- | ----- | ----- | ----- | --------- | --------- | --------- | --------- | --------- | --------- |
| 38      | 18      | 9       | 11      | 57      | 45      | +12     | 63      | 12    | 2     | 5     | 32    | 20    | +12   | 6         | 7         | 6         | 25        | 25        | 0         |

Останнє оновлення: 28 травня 2017.

Джерело: Результати матчів

#### Підсумки за туром
| Тур       | 1 | 2  | 3  | 4  | 5 | 6 | 7 | 8 | 9 | 10 | 11 | 12 | 13 | 14 | 15 | 16 | 17 | 18 | 19 | 20 | 21 | 22 | 23 | 24 | 25 | 26 | 27 | 28 | 29 | 30 | 31 | 32 | 33 | 34 | 35 | 36 | 37 | 38 |
| --------- | - | -- | -- | -- | - | - | - | - | - | -- | -- | -- | -- | -- | -- | -- | -- | -- | -- | -- | -- | -- | -- | -- | -- | -- | -- | -- | -- | -- | -- | -- | -- | -- | -- | -- | -- | -- |
| Поле      | Д | Г  | Д  | Г  | Д | Г | Д | Г | Д | Г  | Д  | Г  | Д  | Г  | Д  | Г  | Д  | Г  | Д  | Г  | Д  | Г  | Д  | Г  | Д  | Г  | Д  | Г  | Д  | Г  | Д  | Г  | Д  | Г  | Д  | Г  | Д  | Г  |
| Результат | В | П  | П  | В  | В | Н | В | В | В | П  | В  | В  | Н  | В  | В  | Н  | Н  | В  | В  | Н  | П  | П  | П  | Н  | В  | В  | В  | П  | В  | Н  | В  | Н  | П  | Н  | П  | Н  | В  | П  |
| Місце     | 5 | 11 | 15 | 10 | 6 | 6 | 6 | 3 | 3 | 4  | 3  | 3  | 3  | 3  | 3  | 3  | 5  | 5  | 5  | 5  | 7  | 7  | 7  | 7  | 7  | 7  | 7  | 7  | 7  | 7  | 6  | 6  | 6  | 6  | 6  | 6  | 6  | 6  |

#### Матчі
| 1 тур 21.08.2016 | «Мілан»                                       | 3 — 2    | «Торіно»                                                     | Мілан                                                     |  |
| 18:00 CEST       | Бакка 38', 50', 62' (пен.) Палетта 45', 90+4' | Протокол | Мартінес 26' Россетіні 35' Белотті 48' Обі 61' Базеллі 90+1' | Стадіон: «Сан-Сіро» Глядачі: 32,254 Суддя: Антоніо Дамато |  |

| 2 тур 27.08.2016 | «Наполі»                                                                                            | 4 — 2    | «Мілан»                                                              | Неаполь                                                  |  |
| 18:00 CEST       | Мілік 18', 33' Кулібалі 55' Хюсай 70' Кальєхон 74', 90+4' Жоржиньйо 85' Альбіоль 86' Зелінський 90' | Протокол | Ньянг 51' 51', 88' Сусо 55' 66' Гомес 51' Куцка 75' Романьйолі 90+4' | Стадіон: «Сан-Паоло» Глядачі: 27,231 Суддя: Паоло Валері |  |

| 3 тур 11.09.2016 | «Мілан»   | 0 — 1    | «Удінезе»                                                             | Мілан                                                           |  |
| 15:00 CEST       | Бакка 29' | Протокол | Феліпе 34' Аг'єманг-Баду 63' Периця 73' 88' Де Пауль 74' Армеро 90+4' | Стадіон: «Сан-Сіро» Глядачі: 28,303 Суддя: Джанпаоло Кальварезе |  |

| 4 тур 16.09.2016 | «Сампдорія»             | 0 — 1    | «Мілан»                                                 | Генуя                                                                        |  |
| 20:45 CEST       | Перейра 71' Мур'єль 84' | Протокол | Лападула 39' Бонавентура 47' Бакка 85' Доннарумма 90+6' | Стадіон: «Стадіо Луїджі Ферраріс» Глядачі: 19,708 Суддя: Массіміліано Ірраті |  |

| 5 тур 20.09.2016 | «Мілан»                                 | 2 — 0    | «Лаціо»                                        | Мілан                                                   |  |
| 20:45 CEST       | Бакка 37' Калабрія 62' Ньянг 74' (пен.) | Протокол | Баштуш 45+1' Катальді 59' Раду 73' де Врей 76' | Стадіон: «Сан-Сіро» Глядачі: 26,464 Суддя: Давіде Масса |  |

| 6 тур 25.09.2016 | «Фіорентіна»            | 0 — 0    | «Мілан»                                                  | Флоренція                                                               |  |
| 20:45 CEST       | Родрігес 3' Милич 90+1' | Протокол | Калабрія 23' Монтоліво 45' Локателлі 80' Антонеллі 90+6' | Стадіон: «Стадіо Луїджі Ферраріс» Глядачі: 29,786 Суддя: Даніеле Орсато |  |

| 7 тур 02.10.2016 | «Мілан»                                                                 | 4 — 3    | «Сассуоло»                                                                             | Мілан                                                  |  |
| 18:00 CEST       | Бонавентура 9' Монтоліво 51' Бакка 69' (пен.) Локателлі 73' Палетта 77' | Протокол | Політано 10' 90+1' Аджапонг 23' Ачербі 54' Пеллегріні 56' 76' Антей 68' Біондіні 90+3' | Стадіон: «Сан-Сіро» Глядачі: 31,738 Суддя: Марко Гвіда |  |

| 8 тур 16.10.2016 | «К'єво»                                              | 1 — 3    | «Мілан»                                                           | Верона                                                                        |  |
| 20:45 CEST       | Даінеллі 14' Бірса 76' Меджоріні 78' Каччаторе 90+1' | Протокол | Локателлі 35' Куцка 45' Ньянг 46' Палетта 75' Даінеллі 90+4' (аг) | Стадіон: «Стадіо Маркантоніо Бентегоді» Глядачі: 24,000 Суддя: Джанлука Роккі |  |

| 9 тур 22.10.2016 | «Мілан»                                             | 1 — 0    | «Ювентус»                        | Мілан                                                     |  |
| 20:45 CEST       | Куцка 44' Доннарумма 50' Локателлі 65' 79' Полі 83' | Протокол | Бонуччі 30' П'янич 38' Алвес 76' | Стадіон: «Сан-Сіро» Глядачі: 75,829 Суддя: Нікола Ріццолі |  |

| 10 тур 25.10.2016 | «Дженоа»                                                          | 3 — 0    | «Мілан»     | Генуя                                                               |  |
| 20:45 CEST        | Нінкович 11' Іццо 40' Паволетті 74' 86' Куцка 80' (аг) Велозу 85' | Протокол | Палетта 56' | Стадіон: «Стадіо Луїджі Ферраріс» Глядачі: 21,248 Суддя: Лука Банті |  |

| 11 тур 30.10.2016 | «Мілан»                   | 1 — 0    | «Пескара»               | Мілан                                                     |  |
| 15:00 CET         | Абате 41' Бонавентура 49' | Протокол | Бругман 37' Мітріце 48' | Стадіон: «Сан-Сіро» Глядачі: 36,535 Суддя: Даніеле Довері |  |

| 12 тур 06.11.2016 | «Палермо»                               | 1 — 2    | «Мілан»                             | Палермо                                                                |  |
| 15:00 CET         | Цьонек 64' Несторовскі 71' Діаманті 89' | Протокол | Сусо 15' Де Шильйо 26' Лападула 82' | Стадіон: «Стадіо Ренцо Барбера» Глядачі: 13,545 Суддя: Паоло Мадзолені |  |

| 13 тур 20.11.2016 | «Мілан»                               | 2 — 2    | «Інтернаціонале»                                                        | Мілан                                                       |  |
| 20:45 CET         | Куцка 22' Де Шильйо 32' Сусо 42', 58' | Протокол | Кондогбія 19' Ансальді 49' Кандрева 53' Йоветич 78' Перишич 90+2' 90+3' | Стадіон: «Сан-Сіро» Глядачі: 77,882 Суддя: Паоло Тальявенто |  |

| 14 тур 20.11.2016 | «Емполі»                             | 1 — 4    | «Мілан»                                                                           | Емполі                                                                         |  |
| 20:45 CET         | Сапонара 17' Крунич 37' Беллускі 89' | Протокол | Романьйолі 4' Лападула 15', 77' Куцка 31' Бонавентура 43' Сусо 61' Коста 64' (аг) | Стадіон: «Стадіо Карло Кастеллані» Глядачі: 12,577 Суддя: Джанпаоло Кальварезе |  |

| 15 тур 04.12.2016 | «Мілан»                                                         | 2 — 1    | «Кротоне»                                                | Мілан                                                     |  |
| 12:30 CET         | Пашалич 41' Локателлі 49' Соса 63' Лападула 86' 87' Куцка 90+2' | Протокол | Фалчінеллі 26' Розі 43' Крізетіг 53' Роден 60' Стоян 67' | Стадіон: «Сан-Сіро» Глядачі: 37,294 Суддя: Марко Ді Белло |  |

| 16 тур 12.12.2016 | «Рома»                     | 1 — 0    | «Мілан»                 | Рим                                                               |  |
| 21:00 CET         | Наїнгголан 62' Рюдігер 84' | Протокол | Пашалич 18' Палетта 79' | Стадіон: «Стадіо Олімпіко» Глядачі: 41,841 Суддя: Паоло Мадзолені |  |

| 17 тур 17.12.2016 | «Мілан»                                    | 0 — 0    | «Аталанта»                                                                     | Мілан                                                   |  |
| 18:00 CET         | Бонавентура 26' Бертолаччі 64' Пашалич 74' | Протокол | Спінаццола 25' Масіелло 36' Конті 79' Петанья 86' Гомес 90+1' Спортьєлло 90+4' | Стадіон: «Сан-Сіро» Глядачі: 35,584 Суддя: Давіде Масса |  |

| 19 тур 08.01.2017 | «Мілан»   | 1 — 0    | «Кальярі»            | Мілан                                                       |  |
| 18:00 CET         | Бакка 88' | Протокол | Ісла 89' Алвеш 90+4' | Стадіон: «Сан-Сіро» Глядачі: 31,113 Суддя: П'єро Джакомеллі |  |

| 20 тур 16.01.2017 | «Торіно»                                                                 | 2 — 2    | «Мілан»                                                           | Турин                                                                   |  |
| 20:45 CET         | Белотті 21' 50' Бенассі 26' Моретті 40' Обі 57' Россетіні 59' Фальке 79' | Протокол | Локателлі 25' Романьйолі 45', 89' Бертолаччі 55' Бакка 60' (пен.) | Стадіон: «Олімпійський стадіон» Глядачі: 22,418 Суддя: Паоло Тальявенто |  |

| 21 тур 21.01.2017 | «Мілан»                                             | 1 — 2    | «Наполі»                                                         | Мілан                                                     |  |
| 20:45 CET         | Калабрія 22' Соса 26' Куцка 37' Гомес 51' Бакка 57' | Протокол | Інсіньє 6' Кальєхон 9' 82' Мертенс 12' Стринич 38' Тонеллі 45+1' | Стадіон: «Сан-Сіро» Глядачі: 54,257 Суддя: Джанлука Роккі |  |

| 22 тур 29.01.2017 | «Удінезе»                                         | 2 — 1    | «Мілан»                                     | Удіне                                                      |  |
| 15:00 CET         | Терео 31' Самір 62' Де Пауль 71' 73' Анджелла 82' | Протокол | Бонавентура 8' Пашалич 45+4' Романьйолі 55' | Стадіон: «Стадіо Фріулі» Глядачі: 25,155 Суддя: Лука Банті |  |

| 23 тур 05.02.2017 | «Мілан»                                    | 0 — 1    | «Сампдорія»                                    | Мілан                                                  |  |
| 12:30 CET         | Бакка 45' Сусо 60' Куцка 63' Соса 85', 90' | Протокол | Торрейра 28' Мур'єль 70' (пен.) Джуричич 90+4' | Стадіон: «Сан-Сіро» Глядачі: 31,974 Суддя: Марко Гвіда |  |

| 18 тур 08.02.2017 | «Болонья»                                                     | 0 — 1    | «Мілан»                                                             | Болонья                                                          |  |
| 20:45 CET         | Мбає 18' Гастальделло 45' Верді 47' Надь 90+2' Джемайлі 90+5' | Протокол | Палетта 18', 37' Абате 23' Куцка 53', 59' Ванджіоні 71' Пашалич 89' | Стадіон: «Ренато Даль'Ара» Глядачі: 23,863 Суддя: Даніеле Довері |  |

| 24 тур 13.02.2017 | «Лаціо»                                   | 1 — 1    | «Мілан»                              | Рим                                                              |  |
| 20:45 CET         | Білья 45+1' Раду 63' Милинкович-Савич 89' | Протокол | Ванджіоні 24' Фернандес 81' Сусо 85' | Стадіон: «Стадіо Олімпіко» Глядачі: 25,000 Суддя: Антоніо Дамато |  |

| 25 тур 19.02.2017 | «Мілан»                                                   | 2 — 1    | «Фіорентіна»                        | Мілан                                                   |  |
| 20:45 CET         | Куцка 16' Деулофеу 31' Ванджіоні 45+1' Гомес 51' Сусо 74' | Протокол | Калинич 20' Сальседо 44' Весіно 52' | Стадіон: «Сан-Сіро» Глядачі: 32,743 Суддя: Паоло Валері |  |

| 26 тур 26.02.2017 | «Сассуоло»                                                                 | 0 — 1    | «Мілан»                                            | Сассуоло                                                                                   |  |
| 15:00 CET         | Берарді 8' Аквілані 21' Дефрель 24' Пелузо 25' Пеллегріні 58' Данкан 90+3' | Протокол | Куцка 11' Бакка 22' (пен.) Соса 30' Бертолаччі 38' | Стадіон: «Стадіо Мапеі - Чітта дель Тріколоре» Глядачі: 18,842 Суддя: Джанпаоло Кальварезе |  |

| 27 тур 04.03.2017 | «Мілан»                                                       | 3 — 1    | «К'єво»                          | Мілан                                                    |  |
| 20:45 CET         | Бакка 24', 70' Деулофеу 33' Лападула 82' (пен.) Окампос 90+2' | Протокол | де Гузман 42' (пен.) Цесар 45+2' | Стадіон: «Сан-Сіро» Глядачі: 27,357 Суддя: Фабіо Мареска |  |

| 28 тур 10.03.2018 | «Ювентус»                                                 | 2 — 1    | «Мілан»                                                                       | Турин                                                          |  |
| 20:45 CET         | Бенатія 30' 36' П'янич 78' Хедіра 87' Дибала 90+7' (пен.) | Протокол | Пашалич 23' Деулофеу 39' Бакка 43' Окампос 57' Романьйолі 62' Соса 89', 90+3' | Стадіон: «Ювентус Стедіум» Глядачі: 40,573 Суддя: Давіде Масса |  |

| 29 тур 18.03.2017 | «Мілан»                     | 1 — 0    | «Дженоа»                       | Мілан                                                   |  |
| 20:45 CET         | Фернандес 33' Де Шильйо 78' | Протокол | Катальді 36' Джентілетті 90+2' | Стадіон: «Сан-Сіро» Глядачі: 34,851 Суддя: Кармін Руссо |  |

| 30 тур 02.04.2017 | «Пескара»                                                                 | 1 — 1    | «Мілан»                                        | Сассуоло                                                           |  |
| 15:00 CEST        | Палетта 12' (пен.) Бірагі 25' Бово 52' Кулібалі 62' Мемушай 75' Бруно 85' | Протокол | Пашалич 41' Палетта 58' Соса 63' Локателлі 78' | Стадіон: «Стадіо Адріатіко» Глядачі: 19,809 Суддя: Паоло Мадзолені |  |

| 31 тур 09.04.2017 | «Мілан»                                        | 4 — 0    | «Палермо»                                 | Мілан                                                     |  |
| 20:45 CEST        | Сусо 6' Пашалич 19' 20' Бакка 37' Деулофеу 70' | Протокол | Голданіга 5' Гонсалес 22', 83' Цьонек 75' | Стадіон: «Сан-Сіро» Глядачі: 36,808 Суддя: Марко Ді Белло |  |

| 32 тур 15.04.2017 | «Інтернаціонале»                                            | 2 — 2    | «Мілан»                                               | Мілан                                                     |  |
| 12:30 CEST        | Кандрева 36' 37' Ікарді 44' Ханданович 87' Гальярдіні 90+3' | Протокол | Куцка 34' Романьйолі 83' Локателлі 90+5' Сапата 90+7' | Стадіон: «Сан-Сіро» Глядачі: 78,328 Суддя: Даніеле Орсато |  |

| 33 тур 23.04.2017 | «Мілан»                                 | 1 — 2    | «Емполі»                                                           | Мілан                                                          |  |
| 15:00 CEST        | Соса 21' Де Шильйо 48' Лападула 72' 82' | Протокол | Мчедлідзе 40' Тіам 56' 67' Тельо 82' Ель-Каддурі 89' Беллуші 90+6' | Стадіон: «Сан-Сіро» Глядачі: 39,529 Суддя: Клаудіо Клавіллуччі |  |

| 34 тур 30.04.2017 | «Кротоне»                                           | 1 — 1    | «Мілан»                                   | Кротоне                                                       |  |
| 15:00 CEST        | Тротта 8' Феррарі 20' Крізетіг 26' Фалчінеллі 90+4' | Протокол | Куцка 24', 90+6' Деулофеу 43' Палетта 50' | Стадіон: «Стадіо Еціо Шида» Глядачі: 14,518 Суддя: Лука Банті |  |

| 35 тур 07.05.2017 | «Мілан»                                                                       | 1 — 4    | «Рома»                                                        | Мілан                                                     |  |
| 20:45 CEST        | Ванджіоні 48' Лападула 59' Бертолаччі 63' Пашалич 76' Окампос 77' Палетта 86' | Протокол | Джеко 8', 28' Манолас 64' Ель-Шаараві 78' Де Россі 87' (пен.) | Стадіон: «Сан-Сіро» Глядачі: 54,022 Суддя: Нікола Ріццолі |  |

| 36 тур 13.05.2017 | «Аталанта»              | 1 — 1    | «Мілан»               | Бергамо                                                                         |  |
| 20:45 CEST        | Толой 35' Конті 44' 45' | Протокол | Сусо 51' Деулофеу 87' | Стадіон: «Стадіо Атлеті Адзуррі д'Італія» Глядачі: 19,656 Суддя: Джанлука Роккі |  |

| 37 тур 21.05.2017 | «Мілан»                                                 | 3 — 0    | «Болонья»                    | Мілан                                                       |  |
| 15:00 CEST        | Деулофеу 69' 70' Хонда 73' Лападула 90+1' Кутроне 90+2' | Протокол | Геландер 6' Гастальделло 72' | Стадіон: «Сан-Сіро» Глядачі: 41,054 Суддя: П'єро Джакомеллі |  |

| 38 тур 28.05.2017 | «Кальярі»                                          | 2 — 1    | «Мілан»                                        | Кальярі                                                         |  |
| 15:00 CEST        | Педро 17' 42' Дейола 61' Падоїн 78' Пізакане 90+3' | Протокол | Гомес 65' Палетта 68', 75' Лападула 72' (пен.) | Стадіон: «Сарденья Арена» Глядачі: 12,225 Суддя: Розаріо Абіссо |  |

### Кубок Італії
| 1/8 фіналу 12.01.2017 | «Мілан»                                          | 2 — 1    | «Торіно»                     | Мілан                                                   |  |
| 20:45 CET             | Лападула 49' Куцка 61' Бонавентура 64' Абате 78' | Протокол | Белотті 27' Баррека 57', 87' | Стадіон: «Сан-Сіро» Глядачі: 13,892 Суддя: Кармін Руссо |  |

| Чвертьфінал 21.01.2017 | «Ювентус»                                                      | 2 — 1    | «Мілан»                                                         | Турин                                                                 |  |
| 20:45 CET              | Дибала 10' П'янич 21' 30' Манджукич 44' Бонуччі 69' Сандро 71' | Протокол | Куцка 30' Локателлі 33', 54' Бакка 53' Антонеллі 72' Сапата 74' | Стадіон: «Ювентус Стедіум» Глядачі: 40,142 Суддя: Массіміліано Ірраті |  |

### Суперкубок Італії
| Фінал 23.12.2016                                | «Ювентус»                                  | 1 — 1 (д.ч.) (3 —4 пен.)                        | «Мілан»                                                | Доха                                                             |  |
| 17:30 CET                                       | К'єлліні 18' Ліхтштайнер 35' Ігуаїн 120+1' | Протокол                                        | Бонавентура 35' Романьйолі 43' Куцка 59' Де Шильйо 70' | Стадіон: «Яссім бін Хамад» Глядачі: 11,356 Суддя: Антоніо Дамато |  |
|                                                 |                                            | Пенальті                                        |                                                        |                                                                  |  |
| Маркізіо · Манджукич · Ігуаїн · Хедіра · Дибала |                                            | Лападула · Бонавентура · Куцка · Сусо · Пашалич |                                                        |                                                                  |  |

## Статистика

### Статистика сезону
| Турнір            | Очки | Вдома | Вдома | Вдома | Вдома | Вдома | Вдома | На виїзді | На виїзді | На виїзді | На виїзді | На виїзді | На виїзді | Загалом | Загалом | Загалом | Загалом | Загалом | Загалом | РГ  |
| Турнір            | Очки | І     | В     | Н     | П     | ГЗ    | ГП    | І         | В         | Н         | П         | ГЗ        | ГП        | І       | В       | Н       | П       | ГЗ      | ГП      | РГ  |
| ----------------- | ---- | ----- | ----- | ----- | ----- | ----- | ----- | --------- | --------- | --------- | --------- | --------- | --------- | ------- | ------- | ------- | ------- | ------- | ------- | --- |
| Серія A           | 63   | 19    | 12    | 2     | 5     | 32    | 20    | 19        | 6         | 7         | 6         | 25        | 25        | 38      | 18      | 9       | 11      | 57      | 45      | +12 |
| Кубок Італії      | -    | 1     | 1     | 0     | 0     | 2     | 1     | 1         | 0         | 0         | 1         | 1         | 2         | 2       | 1       | 0       | 1       | 3       | 3       | 0   |
| Суперкубок Італії | -    | -     | -     | -     | -     | -     | -     | -         | -         | -         | -         | -         | -         | 1       | 0       | 1       | 0       | 1       | 1       | 0   |
| Загалом           | -    | 20    | 13    | 2     | 5     | 34    | 21    | 20        | 6         | 7         | 7         | 26        | 27        | 41      | 19      | 10      | 12      | 61      | 49      | +12 |

### Матчі та голи
| №.                          | Поз.     | Нац.       | Гравець               | Всього   | Всього   | Серія А  | Серія А  | Кубок Італії | Кубок Італії | Суперкубок Італії | Суперкубок Італії |          |          |          |          |
| №.                          | Поз.     | Нац.       | Гравець               | Ігор     | Голів    | Ігор     | Голів    | Ігор         | Голів        | Ігор              | Голів             |          |          |          |          |
| Воротарі                    | Воротарі | Воротарі   | Воротарі              | Воротарі | Воротарі | Воротарі | Воротарі | Воротарі     | Воротарі     | Воротарі          | Воротарі          | Воротарі | Воротарі | Воротарі | Воротарі |
| --------------------------- | -------- | ---------- | --------------------- | -------- | -------- | -------- | -------- | ------------ | ------------ | ----------------- | ----------------- | -------- | -------- | -------- | -------- |
| 99                          | ВР       | Італія     | Джанлуїджі Доннарумма | 41       | -49      | 38       | -45      | 2            | -3           | 1                 | -1                |          |          |          |          |
| Захисники                   |          |            |                       |          |          |          |          |              |              |                   |                   |          |          |          |          |
| 2                           | ЗХ       | Італія     | Маттіа Де Шильйо      | 27       | 0        | 23+2     | 0        | 1            | 0            | 1                 | 0                 |          |          |          |          |
| 13                          | ЗХ       | Італія     | Алессіо Романьйолі    | 29       | 1        | 27       | 1        | 1            | 0            | 1                 | 0                 |          |          |          |          |
| 15                          | ЗХ       | Парагвай   | Густаво Гомес         | 19       | 0        | 11+7     | 0        | 1            | 0            | 0                 | 0                 |          |          |          |          |
| 17                          | ЗХ       | Колумбія   | Крістіан Сапата       | 16       | 1        | 12+3     | 1        | 1            | 0            | 0                 | 0                 |          |          |          |          |
| 20                          | ЗХ       | Італія     | Іньяціо Абате         | 26       | 0        | 22+1     | 0        | 2            | 0            | 1                 | 0                 |          |          |          |          |
| 21                          | ЗХ       | Аргентина  | Леонель Ванджіоні     | 15       | 0        | 11+4     | 0        | 0            | 0            | 0                 | 0                 |          |          |          |          |
| 29                          | ЗХ       | Італія     | Габріель Палетта      | 32       | 2        | 30       | 2        | 1            | 0            | 1                 | 0                 |          |          |          |          |
| 31                          | ЗХ       | Італія     | Лука Антонеллі        | 9        | 0        | 3+4      | 0        | 1            | 0            | 0+1               | 0                 |          |          |          |          |
| 96                          | ЗХ       | Італія     | Давіде Калабрія       | 13       | 0        | 11+1     | 0        | 0+1          | 0            | 0                 | 0                 |          |          |          |          |
| Півзахисники                |          |            |                       |          |          |          |          |              |              |                   |                   |          |          |          |          |
| 5                           | ПЗ       | Італія     | Джакомо Бонавентура   | 22       | 5        | 19       | 3        | 2            | 1            | 1                 | 1                 |          |          |          |          |
| 10                          | ПЗ       | Японія     | Кейсуке Хонда         | 9        | 1        | 2+6      | 1        | 0+1          | 0            | 0                 | 0                 |          |          |          |          |
| 14                          | ПЗ       | Чилі       | Матіас Фернандес      | 13       | 1        | 8+5      | 1        | 0            | 0            | 0                 | 0                 |          |          |          |          |
| 16                          | ПЗ       | Італія     | Андреа Полі           | 13       | 0        | 3+10     | 0        | 0            | 0            | 0                 | 0                 |          |          |          |          |
| 18                          | ПЗ       | Італія     | Ріккардо Монтоліво    | 9        | 0        | 9        | 0        | 0            | 0            | 0                 | 0                 |          |          |          |          |
| 23                          | ПЗ       | Аргентина  | Хосе Соса             | 19       | 0        | 15+3     | 0        | 1            | 0            | 0                 | 0                 |          |          |          |          |
| 33                          | ПЗ       | Словаччина | Юрай Куцка            | 33       | 4        | 23+7     | 3        | 2            | 1            | 1                 | 0                 |          |          |          |          |
| 73                          | ПЗ       | Італія     | Мануель Локателлі     | 28       | 2        | 17+8     | 2        | 1+1          | 0            | 1                 | 0                 |          |          |          |          |
| 80                          | ПЗ       | Хорватія   | Маріо Пашалич         | 27       | 5        | 20+4     | 5        | 0+2          | 0            | 0+1               | 0                 |          |          |          |          |
| 91                          | ПЗ       | Італія     | Андреа Бертолаччі     | 18       | 1        | 9+6      | 1        | 2            | 0            | 1                 | 0                 |          |          |          |          |
| Нападники                   |          |            |                       |          |          |          |          |              |              |                   |                   |          |          |          |          |
| 7                           | НП       | Іспанія    | Жерар Деулофеу        | 18       | 4        | 16+1     | 4        | 0+1          | 0            | 0                 | 0                 |          |          |          |          |
| 8                           | НП       | Іспанія    | Сусо                  | 37       | 7        | 33+1     | 7        | 2            | 0            | 1                 | 0                 |          |          |          |          |
| 9                           | НП       | Італія     | Джанлука Лападула     | 29       | 8        | 12+15    | 8        | 1            | 0            | 0+1               | 0                 |          |          |          |          |
| 11                          | НП       | Аргентина  | Лукас Окампос         | 12       | 0        | 4+8      | 0        | 0            | 0            | 0                 | 0                 |          |          |          |          |
| 63                          | НП       | Італія     | Патрік Кутроне        | 1        | 0        | 0+1      | 0        | 0            | 0            | 0                 | 0                 |          |          |          |          |
| 70                          | НП       | Колумбія   | Карлос Бакка          | 34       | 14       | 26+6     | 13       | 1            | 1            | 1                 | 0                 |          |          |          |          |
| Гравці, що залишили команду |          |            |                       |          |          |          |          |              |              |                   |                   |          |          |          |          |
| 7                           | НП       | Бразилія   | Луїс Адріану          | 7        | 0        | 1+6      | 0        | 0            | 0            | 0                 | 0                 |          |          |          |          |
| 11                          | НП       | Франція    | Мбай Ньянг            | 18       | 3        | 13+5     | 3        | 0            | 0            | 0                 | 0                 |          |          |          |          |

Джерело: Матчі сезону

### Бомбардири
| №       | Позиція | Номер   | Гравець             | Серія А | Кубок Італії | Суперкубок Італії | Загалом |
| ------- | ------- | ------- | ------------------- | ------- | ------------ | ----------------- | ------- |
| 1       | НП      | 70      | Карлос Бакка        | 13      | 1            | 0                 | 14      |
| 2       | НП      | 9       | Джанлука Лападула   | 8       | 0            | 0                 | 8       |
| 3       | НП      | 8       | Сусо                | 7       | 0            | 0                 | 7       |
| 4       | ПЗ      | 5       | Джакомо Бонавентура | 3       | 1            | 1                 | 5       |
| 4       | ПЗ      | 80      | Маріо Пашалич       | 5       | 0            | 0                 | 5       |
| 6       | ПЗ      | 33      | Юрай Куцка          | 3       | 1            | 0                 | 4       |
| 6       | НП      | 7       | Жерар Деулофеу      | 4       | 0            | 0                 | 0       |
| 8       | НП      | 11      | Мбай Ньянг          | 3       | 0            | 0                 | 3       |
| 9       | ЗХ      | 29      | Габріель Палетта    | 2       | 0            | 0                 | 2       |
| 9       | ПЗ      | 73      | Мануель Локателлі   | 2       | 0            | 0                 | 2       |
| 11      | ПЗ      | 10      | Кейсуке Хонда       | 1       | 0            | 0                 | 1       |
| 11      | ЗХ      | 13      | Алессіо Романьйолі  | 1       | 0            | 0                 | 1       |
| 11      | ПЗ      | 14      | Матіас Фернандес    | 1       | 0            | 0                 | 1       |
| 11      | ЗХ      | 17      | Крістіан Сапата     | 1       | 0            | 0                 | 1       |
| 11      | ПЗ      | 91      | Андреа Бертолаччі   | 1       | 0            | 0                 | 1       |
| Автогол | Автогол | Автогол | Автогол             | 2       | 0            | 0                 | 2       |
| Загалом | Загалом | Загалом | Загалом             | 57      | 3            | 1                 | 61      |

### Сухі матчі
| No.     | Номер   | Гравець               | Серія А | Кубок Італії | Ліга Європи УЄФА | Загалом |
| ------- | ------- | --------------------- | ------- | ------------ | ---------------- | ------- |
| 1       | 99      | Джанлуїджі Доннарумма | 12      | 0            | 0                | 12      |
| Загалом | Загалом | Загалом               | 12      | 0            | 0                | 12      |

### Дисциплінарні порушення
| No.     | Позиція | Гравець               | Серія А | Серія А      | Серія А | Кубок Італії | Кубок Італії | Кубок Італії | Суперкубок Італії | Суперкубок Італії | Суперкубок Італії | Загалом | Загалом      | Загалом |
| No.     | Позиція | Гравець               | ЖК      | YK · YK · RK | RK      | ЖК           | YK · YK · RK | RK           | ЖК                | YK · YK · RK      | RK                | ЖК      | YK · YK · RK | RK      |
| ------- | ------- | --------------------- | ------- | ------------ | ------- | ------------ | ------------ | ------------ | ----------------- | ----------------- | ----------------- | ------- | ------------ | ------- |
| 2       | ЗХ      | Маттіа Де Шильйо      | 4       | 0            | 0       | 0            | 0            | 0            | 1                 | 0                 | 0                 | 5       | 0            | 0       |
| 5       | ПЗ      | Джакомо Бонавентура   | 3       | 0            | 0       | 0            | 0            | 0            | 0                 | 0                 | 0                 | 3       | 0            | 0       |
| 7       | НП      | Жерар Деулофеу        | 4       | 0            | 0       | 0            | 0            | 0            | 0                 | 0                 | 0                 | 4       | 0            | 0       |
| 8       | НП      | Сусо                  | 5       | 0            | 0       | 0            | 0            | 0            | 0                 | 0                 | 0                 | 5       | 0            | 0       |
| 9       | НП      | Джанлука Лападула     | 3       | 0            | 0       | 1            | 0            | 0            | 0                 | 0                 | 0                 | 4       | 0            | 0       |
| 11      | НП      | Лукас Окампос         | 3       | 0            | 0       | 0            | 0            | 0            | 0                 | 0                 | 0                 | 3       | 0            | 0       |
| 11      | НП      | Мбай Ньянг            | 0       | 1            | 0       | 0            | 0            | 0            | 0                 | 0                 | 0                 | 0       | 1            | 0       |
| 13      | ЗХ      | Алессіо Романьйолі    | 4       | 1            | 0       | 0            | 0            | 0            | 1                 | 0                 | 0                 | 5       | 1            | 0       |
| 14      | ПЗ      | Матіас Фернандес      | 1       | 0            | 0       | 0            | 0            | 0            | 0                 | 0                 | 0                 | 1       | 0            | 0       |
| 15      | ЗХ      | Густаво Гомес         | 4       | 0            | 0       | 0            | 0            | 0            | 0                 | 0                 | 0                 | 4       | 0            | 0       |
| 16      | ПЗ      | Андреа Полі           | 1       | 0            | 0       | 0            | 0            | 0            | 0                 | 0                 | 0                 | 1       | 0            | 0       |
| 17      | ЗХ      | Крістіан Сапата       | 0       | 0            | 0       | 1            | 0            | 0            | 0                 | 0                 | 0                 | 1       | 0            | 0       |
| 20      | ЗХ      | Іньяціо Абате         | 2       | 0            | 0       | 1            | 0            | 0            | 0                 | 0                 | 0                 | 3       | 0            | 0       |
| 21      | ЗХ      | Леонель Ванджіоні     | 4       | 0            | 0       | 0            | 0            | 0            | 0                 | 0                 | 0                 | 4       | 0            | 0       |
| 23      | ПЗ      | Хосе Соса             | 5       | 2            | 0       | 0            | 0            | 0            | 0                 | 0                 | 0                 | 5       | 2            | 0       |
| 29      | ЗХ      | Габріель Палетта      | 3       | 3            | 2       | 0            | 0            | 0            | 0                 | 0                 | 0                 | 3       | 3            | 2       |
| 31      | ЗХ      | Лука Антонеллі        | 1       | 0            | 0       | 1            | 0            | 0            | 0                 | 0                 | 0                 | 2       | 0            | 0       |
| 33      | ПЗ      | Юрай Куцка            | 8       | 2            | 1       | 1            | 0            | 0            | 1                 | 0                 | 0                 | 10      | 2            | 1       |
| 63      | НП      | Патрік Кутроне        | 1       | 0            | 0       | 0            | 0            | 0            | 0                 | 0                 | 0                 | 1       | 0            | 0       |
| 70      | НП      | Карлос Бакка          | 3       | 0            | 0       | 0            | 0            | 0            | 0                 | 0                 | 0                 | 3       | 0            | 0       |
| 73      | ПЗ      | Мануель Локателлі     | 7       | 0            | 0       | 0            | 1            | 0            | 0                 | 0                 | 0                 | 7       | 1            | 0       |
| 80      | ПЗ      | Маріо Пашалич         | 5       | 0            | 0       | 0            | 0            | 0            | 0                 | 0                 | 0                 | 5       | 0            | 0       |
| 91      | ПЗ      | Андреа Бертолаччі     | 3       | 0            | 0       | 0            | 0            | 0            | 0                 | 0                 | 0                 | 3       | 0            | 0       |
| 96      | ЗХ      | Давіде Калабрія       | 3       | 0            | 0       | 0            | 0            | 0            | 0                 | 0                 | 0                 | 3       | 0            | 0       |
| 99      | ВР      | Джанлуїджі Доннарумма | 2       | 0            | 0       | 0            | 0            | 0            | 0                 | 0                 | 0                 | 2       | 0            | 0       |
| Загалом | Загалом | Загалом               | 81      | 9            | 3       | 5            | 1            | 0            | 3                 | 0                 | 0                 | 89      | 10           | 3       |